# خط السرعة

الدوران الداخلي للشمس ويظهر عدة سرعات في الطبقة الخارجية لمنطقة الحمل ودوران منتظم في مركز منطقة الإشعاع، الخط الفاصل بين المنطقتين يدعى خط السرعة

خط السرعة هي المنطقة الانتقالية من الشمس بين الداخل الإشعاعي و الدوران التفاضلي لمنطقة الحمل الخارجية. وهو يتموضع في الثلث الأخير من الشمس. يسبب هذا اجهادات قص كبيرة كلما ازداد تغير نسبة الدوران بسرعة. الحمل الحراري الخارجي يدور كدوران مائع عادي مع دوران تفاضلي حيث تدور منطقة القطبين ببطأ ومنطقة خط الإستواء بسرعة . يدور الداخل الإشعاعي كدوران الجسم الصلب. تشير النتائج الأخير من دراسة السيزمولوجية الشمسية بأن خط السرعة يقع على بعد 0.70 من نصف قطر الشمس مع سماكة تساوية 0.04 من نصف قطر الشمس. مما يعني أن لهذه المنطقة اجهاد قص كبير وقد يعني أنه أحد طرق توليد الحقل المغناطيسي. تلعب هندسية وشكل خط السرعة دور مهم في نموذج الدينامو الشمسي. صاغ مصطلح خط السرعة كل من إدوارد سبيغيل وجون بول زاهن في سنة 1992